# Diego Lorenzi
Diego Fernando Lorenzi (Xanxerê, 27 gennaio 1990) è un ex calciatore brasiliano, di ruolo centrocampista.

## Carriera
Ha giocato 54 partite nella seconda divisione brasiliana.